# Carl Hildebrand von Dieskau

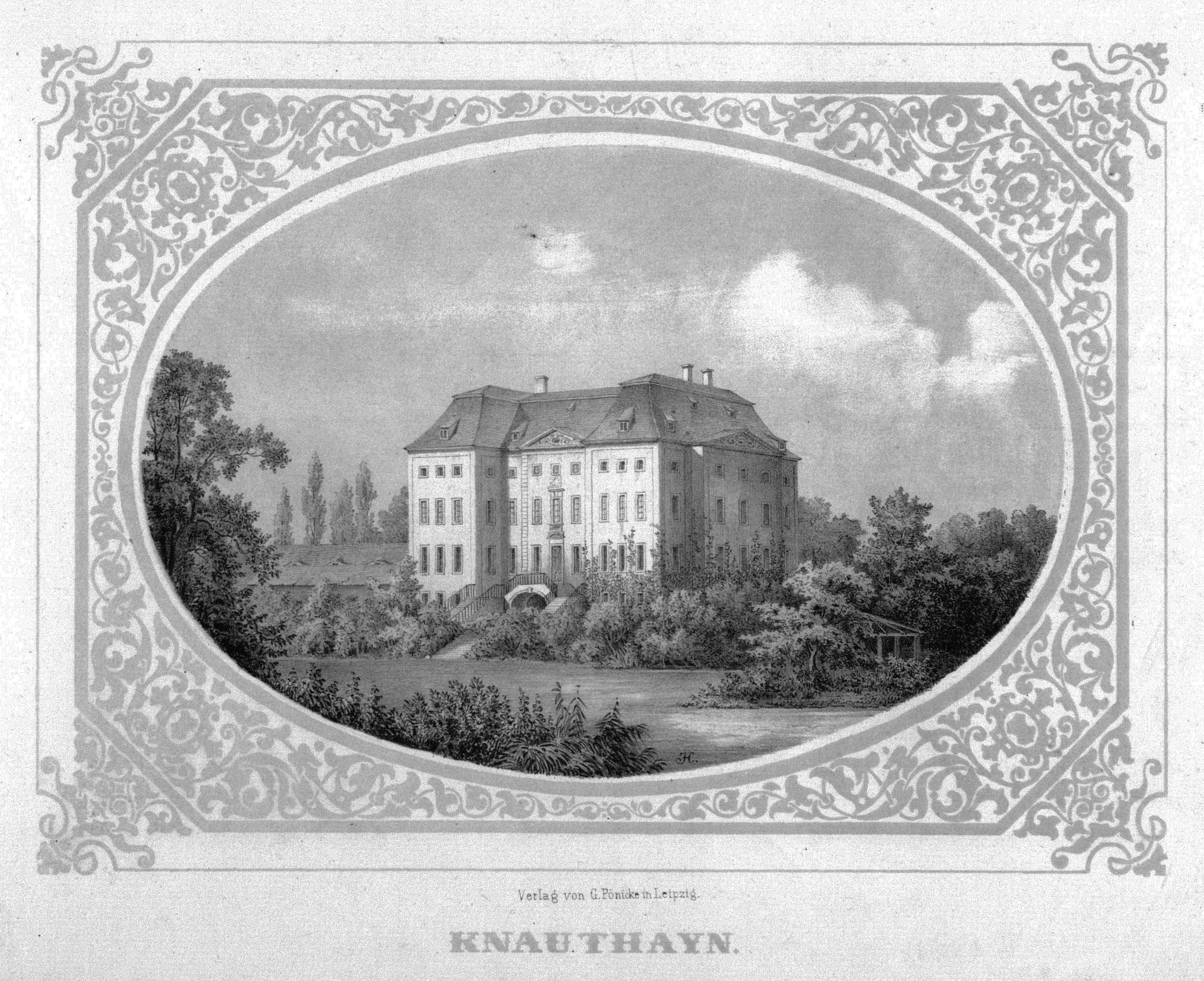
Schloss Knauthain

Carl Hildebrand von Dieskau, zeitgenössisch meist von Dießkau, (* 2. November 1677 in Knauthain; † 26. Dezember 1739 ebenda) war ein königlich-polnischer und kurfürstlich-sächsischer Kammerherr und Rittergutsbesitzer. Er besaß das Gut Knauthain bei Leipzig und ließ dort bis 1703 das Schloss erbauen.

## Leben
Er stammte aus der sächsischen Adelsfamilie von Dieskau und war der Sohn von Heinrich von Dieskau und Agnes Sophia geb. Pflug.
Von Dieskau nahm von 1699 an bis 1731 am Sächsischen Landtag als Vertreter der Ritterschaft teil: 1699 als Vertreter der Allgemeinen Ritterschaft, 1704 bis 1716 im Weiteren Ausschuss und ab 1718 im Engeren Ausschuss.
1701 heiratete Carl Hildebrand von Dieskau Christiana Sibylla geborene Vitzthum von Eckstädt (1686–1742), Tochter von Chr. Vitzthum von Eckstädt. Aus der Ehe ging der einzige Sohn Carl Heinrich von Dieskau hervor.